# 國家紀念建築

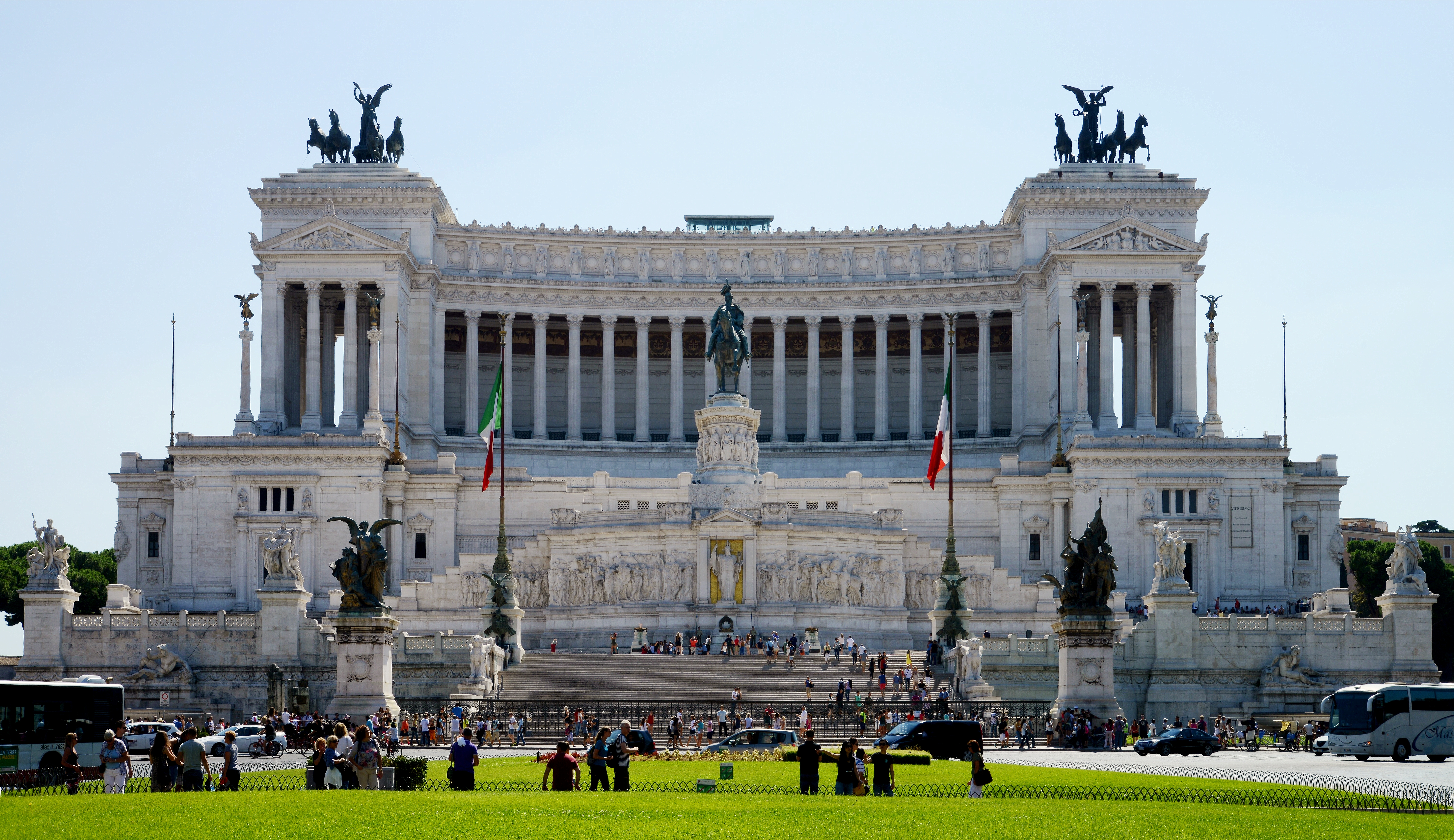
意大利罗马维克多艾曼纽二世纪念堂

国家纪念建筑是国家官方修建，用以纪念国家历史重大事件（如建国、独立、战争）或是重要人物的纪念建筑物，可视为国族认同之象征，国家文化遗产的一部分。
有些国家会为有特殊历史意义的建筑或事物授予类似于“国家纪念物”的头衔，受官方监督保护。罗马尼亚将本土的温泉齿叶睡莲列为国家纪念物。

## 例子

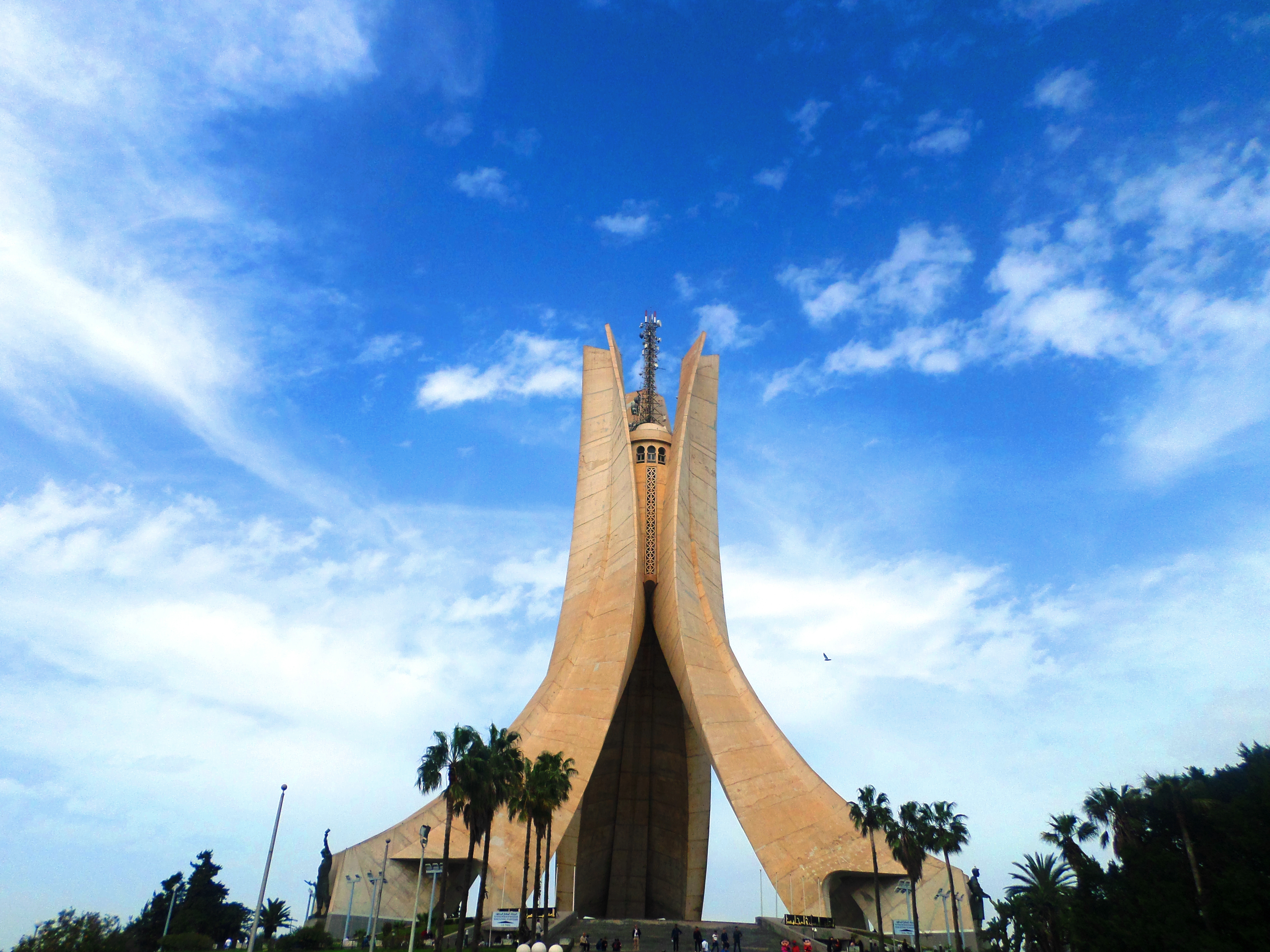
阿尔及利亚阿尔及尔烈士纪念碑 (阿尔及尔)，纪念阿尔及利亚战争阵亡者

- 维克多艾曼纽二世纪念堂（意大利罗马）
- 烈士纪念碑（英语：Martyrs' Memorial, Algiers）（阿尔及利亚阿尔及尔）
- 国家威廉皇帝纪念碑（英语：National Kaiser Wilhelm Monument）（德国柏林）
- 国家烈士纪念碑（英语：National Martyrs’ Memorial）（孟加拉国达卡）
- 印尼國家紀念塔（印尼中雅加达）
- 国家英雄纪念碑（马来西亚吉隆坡）
- 国家纪念碑（荷兰阿姆斯特丹）
- 国家纪念堂（苏格兰爱丁堡）
- 巴基斯坦紀念碑（巴基斯坦伊斯兰堡）
- 胜利纪念碑（塞尔维亚贝尔格莱德）
- 自由女神像（美国纽约市）